# بلونک
بلونک (به آلمانی: Blunk) یک شهر در آلمان است که در زگه‌برگ واقع شده‌است. بلونک ۵۷۴ نفر جمعیت دارد.